# Phylohydrax
Phylohydrax är ett släkte av måreväxter. Phylohydrax ingår i familjen måreväxter.
Kladogram enligt Catalogue of Life:
| Phylohydrax | \| \| Phylohydrax carnosa \| \| \| \| \| \| Phylohydrax madagascariensis \| \| \| \| |
|             | \| \| Phylohydrax carnosa \| \| \| \| \| \| Phylohydrax madagascariensis \| \| \| \| |
|             | Phylohydrax carnosa                                                                  |
|             |                                                                                      |
|             | Phylohydrax madagascariensis                                                         |
|             |                                                                                      |